# Werkgehilfe Schmuckwarenindustrie, Taschen- und Armbanduhren
Der Werkgehilfe Schmuckwarenindustrie, Taschen- und Armbanduhren ist ein staatlich anerkannter Ausbildungsberuf, der bereits vor dem Inkrafttreten des Berufsbildungsgesetzes existiert.

## Ausbildungsdauer und Struktur
Die Ausbildungsdauer zum Werkgehilfen Schmuckwarenindustrie, Taschen- und Armbanduhren beträgt in der Regel drei Jahre. Die Ausbildung erfolgt an den Lernorten Betrieb und Berufsschule.

## Arbeitsgebiete
Werkgehilfen arbeiten bei Schmuckwaren- und  Uhrenherstellern. Sie sorgen für den Nachschub an den Fertigungsplätzen und kümmern sich darum, dass genügend Werkstoffe und Einzelteile zur Montage der Produkte vorhanden sind. Sie sind weiterhin im kaufmännischen Bereich tätig, etwa bei der Bestellung von Rohstoffen für die Produktion.

## Ausblick
Die Ausbildungsinhalte sind stark veraltet. Eine Überarbeitung wäre daher dringend geboten. Hinzu kommt, dass sich die Auszubildungszahlen auf einem vergleichsweise niedrigen Niveau bewegen: Sie schwankt zwischen 15 und 12 Auszubildenden in den Jahren 1995 bis 2008.
Eine Untersuchung des  BiBB sollte prüfen, ob der Beruf mit anderen Ausbildungsberufen, wie dem Feinpolierer oder dem Metallschleifer gemeinsam neu geordnet werden kann. Im Ergebnis kam man zu dem Schluss, dass die Unterschiede der einzelnen Ausbildungsberufe zu groß sind. 
Denkbar wäre daher, den Beruf neu zu ordnen und mit einer attraktiveren Berufsbezeichnung zu versehen. Als Arbeitstitel wurde seitens der Wirtschaft „Fachkraft für Produktionsassistenz“ vorgeschlagen.